# Bunga Mayang
Bunga Mayang is een bestuurslaag in het regentschap Ogan Komering Ulu van de provincie Zuid-Sumatra, Indonesië. Bunga Mayang telt 1355 inwoners (volkstelling 2010).